# Lüxheim
Lüxheim ist der kleinste Ortsteil der Gemeinde Vettweiß im Kreis Düren, Nordrhein-Westfalen.

## Geographie
Lüxheim liegt in der fruchtbaren Zülpicher Börde am Neffelbach im nordöstlichen Teil der Gemeinde Vettweiß. Der Ort grenzt direkt an die Gemeinde Nörvenich mit dem Ort Eggersheim.

## Geschichte
Der Ort ist erstmals in einem Güterverzeichnis der Abtei Prüm im Jahre 867 als „Ludesheym“ erwähnt, gleichfalls im Prümer Urbar von 893. Die Endung „heim“ weist, wie überall im Bereich des Ortes, auf eine fränkische Gründung hin.
Noch im Jahre 1755 ist in Lüxheim Weinbau nachweisbar.
Die Rengershausener Mühle, an der Gemarkungsgrenze zu Eggersheim gelegen, ist erstmals 1502 als Getreidemühle am Neffelbach erwähnt. Heute wird dort Damwild gezüchtet.
Von 1916 bis 1958 hatte der Ort einen Wasserturm.
Am 1. Juli 1969 wurde Lüxheim nach Müddersheim eingemeindet. Der Ort kam am 1. Januar 1972 zusammen mit Müddersheim im Rahmen des Aachen-Gesetzes zur neuen Gemeinde Vettweiß.

## Verkehr

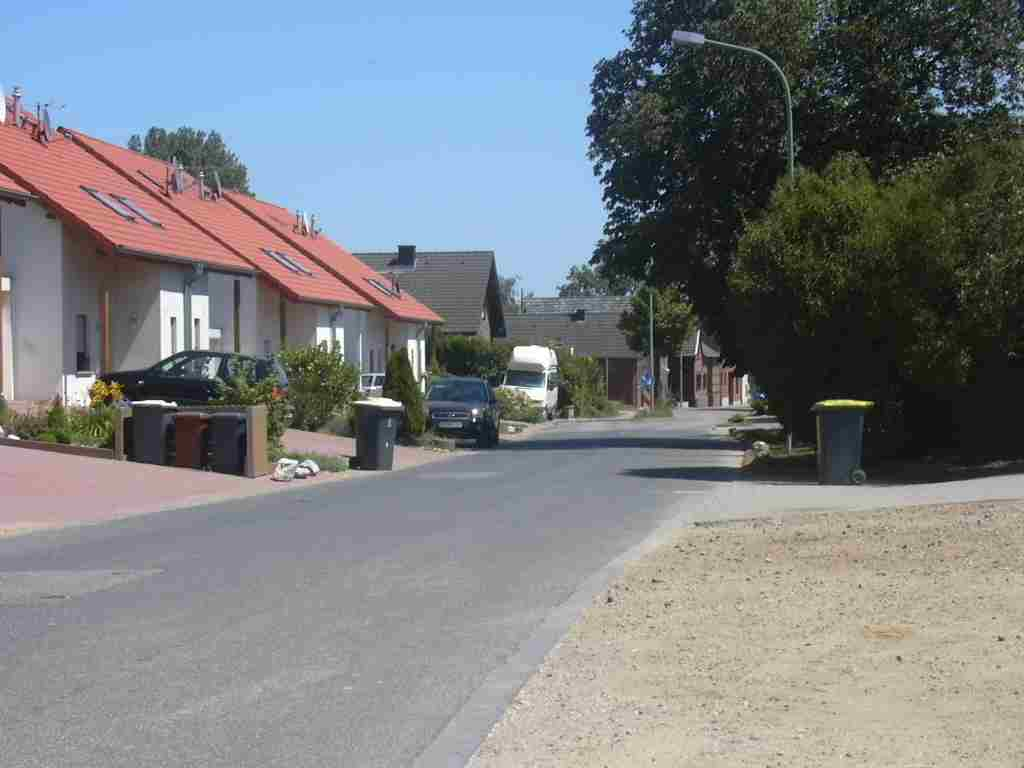
Die Nikolausstraße

Mitten durch den Ort verläuft mit einer scharfen S-Kurve die B 477. Die Bundesstraße folgt in ihrem Verlauf dem alten römischen Heerweg von Neuss nach Zülpich (Römerstraße Trier–Neuss).
Ab 1908 hatte Lüxheim eine Station an der Kleinbahn von Distelrath über Nörvenich und Zülpich bis Embken. Der Bahnverkehr wurde 1960 eingestellt, danach übernahmen Busse der Dürener Kreisbahn die Bedienung im öffentlichen Personennahverkehr.
Seit dem 1. Januar 2020 betreibt Rurtalbus den Linienverkehr mit den AVV-Buslinien 208, SB 8 und SB 15. Zusätzlich verkehrt an Samstagen nachmittags und abends ein Rufbus. Mit dem Fahrplanwechsel am 15. Dezember 2024 wurde die Linie SB 8 eingekürzt und bedient seitdem den Abschnitt Nörvenich – Lüxheim – Zülpich nicht mehr.
| Linie      | Verlauf |
| ---------- | --- |
| 208        | Düren Kaiserplatz – Distelrath – (Merzenich Rathaus –) Schöne Aussicht – Girbelsrath – Eschweiler über Feld – Nörvenich Alter Bf – Nörvenich Hommelsh. Weg – Hochkirchen – (Irresheim –) Eggersheim – Lüxheim – Gladbach – Müddersheim – Disternich – Sievernich – Bessenich – Zülpich Frankengraben – Adenauerpl./Schulzentr. |
| SB15       | Schnellbus: Froitzheim – Vettweiß – Gladbach – Lüxheim – Eggersheim – Hochkirchen – Nörvenich Hommelsh. Weg – Nörvenich Alter Bf – Eschweiler über Feld – Golzheim – Buir |
| RufBus 208 | Rufbus: Nörvenich Hommelsh. Weg – Irresheim – Eggersheim – Lüxheim – Gladbach – Müddersheim – Disternich – Sievernich – Bessenich – Zülpich Adenauerpl./Schulzentr. (Sa nachmittags/abends) |

## Sehenswürdigkeiten
- Die St.-Nikolaus-Kapelle, ein Tuffsteinbau aus der zweiten Hälfte des 13. Jahrhunderts und gehört zu den ältesten Bauwerken im Kreis Düren. Sie ist eine Filialkirche der Pfarrkirche Gladbach.
- Zwischen Lüxheim und Eggersheim befindet sich ein jüdischer Friedhof mit 35 wieder aufgestellten Grabsteinen. Lüxheim hatte bis 1938 eine Synagoge.

## Vereine
In dem kleinen Ort gibt es fünf Vereine: den Lüxheimer Jugendclub, die St. Nikolaus-Schützenbruderschaft, den Lüxheimer Sportverein, die Karnevalsgesellschaft „Lüxheimer Spätlese“ und den Bürgerverein Lüxheim.

## Sonstiges
Im Ort gibt es eine Bürgerhalle, die in Eigenleistung, unter Einbeziehung der ehemaligen Schule, errichtet wurde und vom Bürgerverein verwaltet wird.